# Nesolimnaeum spurcum
Nesolimnaeum spurcum is een keversoort uit de familie loopkevers (Carabidae). De wetenschappelijke naam van de soort is voor het eerst geldig gepubliceerd in 1881 door Blackburn.